# Riserva naturale La Pietra
La riserva naturale La Pietra è un'area naturale protetta situata nei comuni di Roccastrada e Chiusdino appartenenti rispettivamente alle provincie di Grosseto e Siena e istituita nel 1996. La riserva occupa una superficie di 530,00 ettari.

## Storia
La riserva naturale Provinciale La Pietra è stata istituita con Delibera C.P. nº 13 del 27.02.1996. La Riserva rientra nel sito di interesse comunitario (SIC) nº 103 individuata come area a presenza di ampie superfici forestali ottimamente conservate dove assumono grande importanza specie legnose regionalmente rare. Incluso fra i siti ICBP per la presenza di varie specie rapaci nidificanti ed in particolare per l'interessantissima segnalazione di due coppie di Falco biarmicus.

## Territorio
La riserva è attraversata dal torrente Farma e dal torrente Farmulla distante pochi chilometri dalla Riserva naturale Farma. Si presenta in forma allungata in senso ovest-est con una dorsale centrale e versanti digradanti verso nord sul Farmulla e verso sud sul Farma. Le quote maggiori si raggiungono su Poggio Ricavolo (533 m s.l.m.) e Poggio Alto (512 m s.l.m.). Sul versante sud è presente un caratteristico sperone roccioso denominato La Pietra che dà il nome alla Riserva (442 m s.l.m.).
Geologicamente si riscontrano formazioni argilloso-arenaceo mentre in località La Pietra è presente un nucleo compatto ed esteso caratterizzato dall'alternanza tra scisti argillosi di colore grigio scuro (galestri) e calcari silicei grigio chiari (palombini). 
Sotto l'aspetto fitoclimatico, secondo Pavari, risulta nella zona del Castanetum e in alcune esposizioni meridionali, nella fascia del Lauretum freddo.

## Comuni
La Riserva interessa il Comune di Roccastrada (GR) e quello di Chiusdino (SI).

## Fauna
Sito di rilevante importanza per la conservazione della lontra. Importante presenza di Suncus etruscus endemismo italiano e del predatore Martes martes. 
Fra gli anfibi è da segnalare la presenza di popolazioni relitte di Triturus alpestris apuanus, Salamandrina tergiditata e Bombina pachypus rispettivamente genere e specie endemici dell'Italia peninsulare del Triturus carnifex e della Rana italica, specie endemiche. 
Numerose sono le specie rare e localizzate di invertebrati fra cui la Euplagia quadripunctaria. 
Per quanto riguarda il resto la fauna si rimanda a quella evidenziata dalla vicina Riserva naturale Farma anche se qui non sono da segnalare specie come il Tritone alpestre, la Salamandrina dagli occhiali e la lontra.

## Flora
Dal punto di vista floristico è notevole la presenza del Lupinus grecus, specie di recente acquisizione nella flora italiana. 
La vegetazione è rappresentata da formazione a caducifoglie eliofile e da formazioni ripariali. 
Le prime sono suddivisibili in:
- Cerrete mesofile con prevalenza di cerro accompagnato da carpino bianco, leccio, acero campestre, orniello, nocciolo, corniolo, olmo e faggio
- Cerrete termo-acidofile con cerro, rovere, erica scoparia e viburno
- Carpinete con carpino nero, roverella, acero campestre e acero di Montpellier, orniello e leccio.

Le formazioni ripariali sono caratterizzate da salici, ontano nero, pioppo nero e bianco. 
Sono presenti poi arbusteti a prugnolo, agazzino, sanguinello rosa e ginepro comune.

## Strutture ricettive
Il Centro Visite, che la Riserva naturale La Pietra condivide con la Riserva naturale Farma e la Riserva naturale Basso Merse, è al servizio del Sistema delle Riserve Naturali provinciali ed è stato realizzato all'interno dell'edificio denominato "Casa Nova" in località Belagaio, nel comune di Roccastrada.
Oltre al complesso della "Casa nova" si sta realizzando anche la "Casa Regone", una struttura in un vecchio podere di proprietà della Regione all'interno della Riserva naturale che si estende nei comuni di Roccastrada e Chiusdino, in provincia di Siena. La struttura, circondata da un bosco di querce e da una cipresseta, è stata completamente restaurata e data in gestione alla Cooperativa Le Orme. Al suo interno sono stati allestiti posti letto, in camere doppie con bagno, per ospitare i gruppi di visitatori. Inoltre sono stati installati pannelli fotovoltaici per l'autoproduzione di energia elettrica - la zona è infatti priva di forniture a rete - e un impianto duale per la raccolta dell'acqua piovana (37.000 lt) da utilizzare per i bagni, e di acqua potabile per il resto dei servizi.